# Benza English
『Benza English』（ベンザ・イングリッシュ）は、日本で製作されたインディペンデントテレビドラマ作品。2020年4月からAmazon Prime Videoにて世界70カ国で配信中。東中野にある芸能事務所に所属してるKaoriに『Benza English』の主演のオファーがくることから始まる。英会話教育番組形式で、友人とのコミュニケーションや、好きな人を口説く英語など、大変実用的な英会話を笑って覚えられるコンテンツになっている。

## 歴史
『Benza English』は、元々2019年にwebドラマとして公開されたThe Benzaシリーズ第4話のNHK英語番組のパロディシーンが元になっている。脚本家のクリス・マッコームスが『The Benza』シリーズ1を撮影中に真面目ではない英語を教えるコーナーがあるのは面白いのではないかと思い取り入れたシーンが各国のドラマ賞で話題となり、MC役の池田香織がスペシャルゲスト賞にノミネートされる等、様々なシーンで注目された。多方面からの絶賛の声もあり独立した作品として書き下ろし、2019年秋から製作がスタート。撮影期間は2019年11月7日から2020年2月24日。

## 概要
『The Benza』シリーズ1のサブキャストがメインになって繰り広げられる所もスピンオフ作品。メインのロケ地はTokyo Cowboysでお馴染みのBar恵比寿What The Dickens!や、新宿、中野を中心に行われている。1話、20分程度のストーリーになっている。1話約25分程度。番組の内容は、英会話番組やレッスンでは教えてくれないような”役に立たない英語や韓国語”を各国のキャスト達が教えてくれる。本作はダブル監督の作品となっており、日本人の西坂來人がメインであるBARシーンやいんこ先生のコーナーを担当し、イギリス人のマイケル・ウィリアムズが英語の多い番組VTRシーンやディビットのシーンを担当している。脚本は、『The Benza』シリーズ1に引き続き、アメリカ人のクリス・マッコームス、翻訳は川畑誠仁。

## あらすじ
東中野にある芸能事務所に所属してるKaoriに『Benza English』の主演のオファーがくることから始まる・・・。日本発のオリジナル大ヒットコメディドラマ「The Benza」のキャストが贈る、風変わりで掟やぶりなスピンオフシリーズ（番外編）で今までに習わなかった、もしくは習えなかった英会話表現を一緒に学ぼう!

## 登場人物

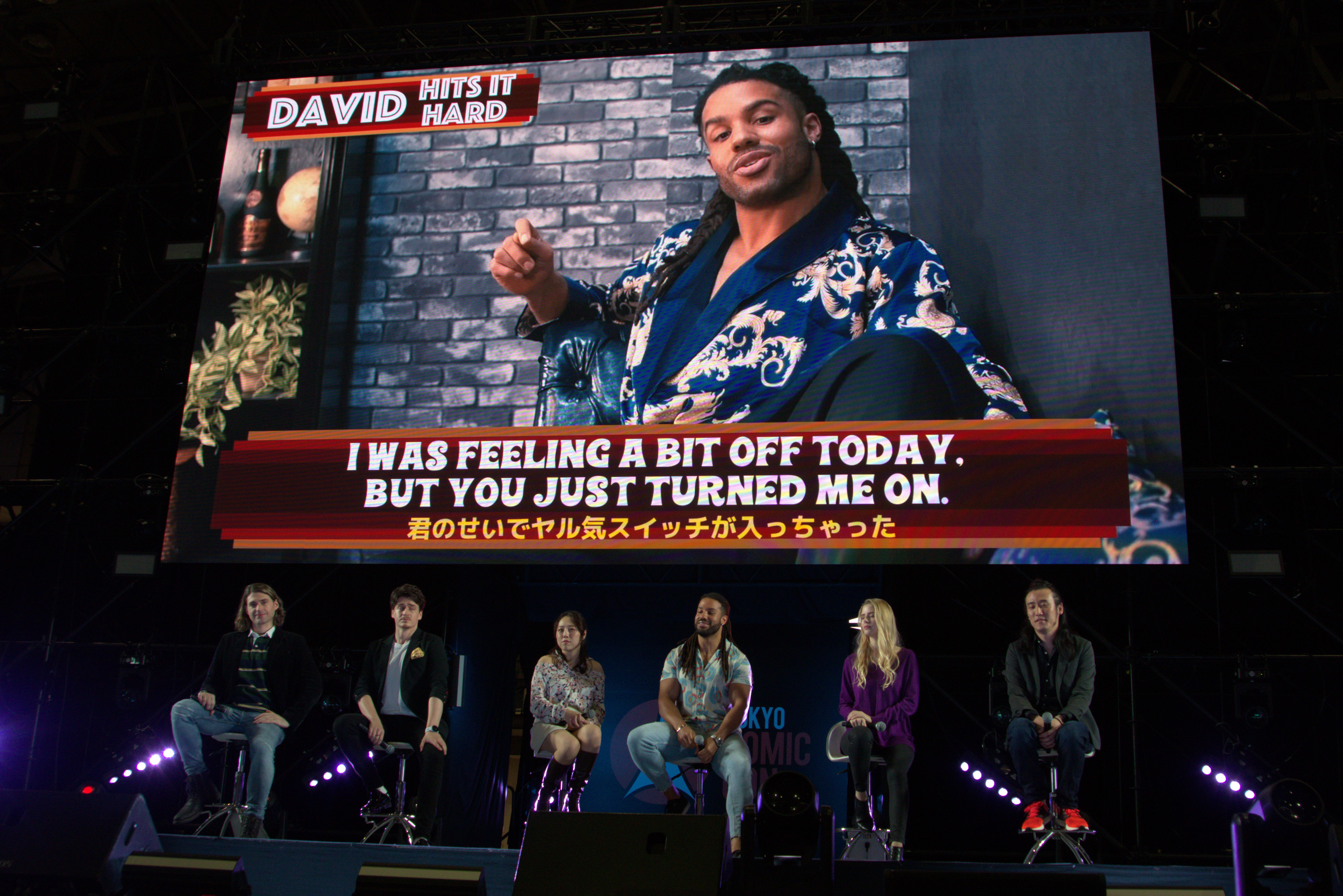
David Hits it Hard from Benza English at Tokyo Comic Con

メインキャスト
かおり
池田香織
塩対応な教育番組の司会者。時間内に番組を終わらせる事が一番の使命だと考えている。
マリア
マリア・パパドプール
英語の発音を教えてくれる先生。妖艶なスエーデン人。
ハミルトン
エイベア・ハミルトン
英語の発音を教えてくれる先生。大きな…を持つアメリカ人。
田村
川畑誠仁
英語の文法を教えてくれる幽霊。おっぱいが好き。
クリス
クリス・マッコームス。
東京で暮らすアメリカ人。
カイル
カイル・カード
クリスのルームメイト。カナダ出身。
いんこ先生
白いんこ
クリスとカイルが通っていた日本語学校の先生。日本人。
アレナ
ヤンニ・オルソン
クールなトレジャーハンター。スエーデン人。
リー
リー・ミン・クック
韓国語しか話せないクリスとカイルのルームメイト、韓国人
ステファニー
ハンナ・グレース
アニメ好きなヲタク。アメリカ人
デビット
アレクサンダー・ハンター
侍魂を持つアメリカ人
野口
野口径
日本人にもかかわらず、クリスとカイルが日本語で話しかけても話が通じない。
サブメイン
ひろみ
かえひろみ
原宿系お馬鹿タレント。日本人。
ファニーディープ
川本かず子
元レースクーンのぶっちゃけ系熟女タレント。日本人
リサ
亀田梨紗
日本人女優。第2話のVTRと第6話にゲスト出演。日本人。
シェイナ
シェイナ・キンバリー・マグーソン
シェイナ散歩のメインキャスト。カナダ人レポーター。
ボブ
ボブ・ワーリー
偽エリートサラリーマン。アメリカ人
キャロル
アンダーソン静香
日本人にしか見えないカナダ人。
マーク
マーク・ザー
イケメンで唯一まともなドイツ人。
トモコ
吉岡朋子
かおりが所属する芸能事務所の敏腕社長。日本人
タツヤ
キュ・タツヤ
かおりが所属する芸能事務所の心優しいスタッフ。日本人。
内藤聡子
内藤聡子
かおりの先輩MC。クールビューティーな日本人。
ヒロ
小野裕崇
ナルシストなイケメン俳優。日本人。
ジャスティン
ジャスティン・リーパー
アレナのライバルトレジャーハンター。アメリカ人。
エースワン
DJ ACE
世界を股にかけるDJ。クリスに無理やり呼ばれた日本人。
MCこうすけ
今井孝祐
テンションの高い意地悪な司会者。日本人。
けゑ
前田けゑ
肉食系イケメン。お腹が弱い日本人。

## Benza English Series 1 Original Soundtrack

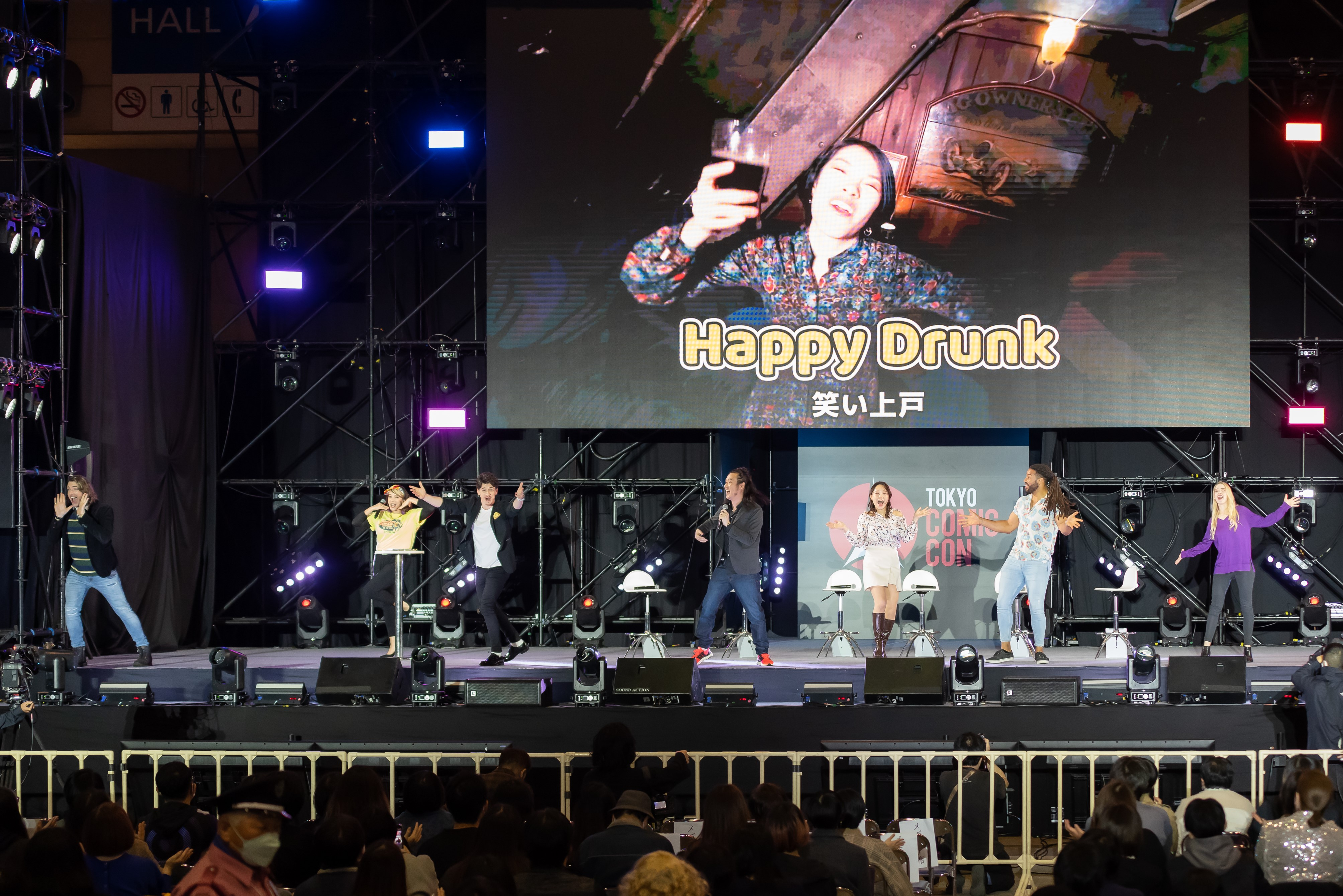
Happy Drunk performed by the Benza English cast at Tokyo Comic Con 2022

収録曲
1.  Happy Drunk / The Benza Cast (1:26)
作詞：クリス・マッコームス
作曲：野宮任裕
歌唱：川畑誠仁 and The Benza Cast
Benza English Series 1の第3話挿入曲
2. Cool Samurai / The Benza Cast (3:41)
作詞：クリス・マッコームス
作曲：野宮任裕
歌唱：アレクサンダー・ハンター
Benza English Series 1のデイビットのテーマソング
3. 君の光 / The Benza Cast (1:35)
作詞：クリス・マッコームス, MITSUGI
作曲：MITSUGI
歌唱：ハンナ・グレース
Benza English Series 1のステファニーのテーマソング
4. Sticks and Stones / Fossilize (1:07)
作詞：クリス・マッコームス
作曲：野宮任裕
歌唱：デビット・マシコ、野口径、シェイナキンバリー
5. We Believe in We  / Fossilize (1:13)
作詞：クリス・マッコームス
作曲：野宮任裕
歌唱：デビット・マシコ、カイル・カード、クリス・マッコームス
6. Special to Me / Fossilize (1:07)
作詞：クリス・マッコームス
作曲：野宮任裕
歌唱：デビット・マシコ、アンダーソン静香

## スタッフ
- 監督 - 西坂來人、マイケル・ウィリアムズ
- 脚本 - クリス・マッコームス
- プロデューサー - クリス・マッコームス
- ラインプロデューサー - 白いんこ
- 撮影 - 渡邉泰裕、久保田雅哉、マイケル・ウィリアムズ
- 音楽 - 野宮任裕
- 編集 - 西坂來人、マイケル・ウィリアムズ、クリス・マッコームス
- 製作 - Tokyo Cowboys

## 受賞歴
- "Best Supporting Actress" Maria Papadopoulou at Cult Critics Film Festival
- "Best Television Series" at Cult Critics Film Festival
- "Best Television Series" Festigious Film Festival 2020
- "Best Web Drama" Asian Cinematography Awards 2020
- “Best Web Episode” Eurasia International Monthly Film Festival 2020
- "Best Ensemble Award" Oniros Film Awards 2020
- "Best Web Series" DMOFF May 2020
- "Festival Choice Award" DMOFF May 2020